# 1748 en musique classique
| \| • Retour à la chronologie générale de la musique classique • \| |
| Grèce • Rome • Haut Moyen Âge • VIIIe siècle • IXe siècle • Xe siècle • XIe siècle XIIe siècle • XIIIe siècle • XIVe siècle • XVe siècle • XVIe siècle • XVIIe siècle XVIIIe siècle • XIXe siècle • XXe siècle • XXIe siècle |
| • Retour à la chronologie générale de la musique classique • |

| Années en musique classique : 1745 - 1746 - 1747 - 1748 - 1749 - 1750 - 1751    |
| Décennies en musique classique : 1710 - 1720 - 1730 - 1740 - 1750 - 1760 - 1770 |

## Événements
- 29 février : création de Zaïs, pastorale héroïque de Jean-Philippe Rameau sur un livret de Louis de Cahusac.
- 9 mars : première représentation de Joshua, oratorio de Georg Friedrich Haendel, à Covent Garden.
- 23 mars : création d'Alexander Balus, oratorio de Georg Friedrich Haendel.
- 26 août : cantate Lobe den Herrn, meine Seele (BWV 69) de Johann Sebastian Bach.
- 27 août : première représentation de Pygmalion, acte de ballet de Jean-Philippe Rameau.
- 29 octobre : création de Les Surprises de l'amour, opéra-ballet de Jean-Philippe Rameau sur un livret de Gentil-Bernard.
- André-Guillaume Contant d'Orville publie Histoire de l'opéra bouffon, contenant les jugemens de toutes les pièces qui ont paru depuis sa naissance jusqu'à ce jour, pour servir à l'histoire des Théâtres de Paris, Amsterdam et Paris, Grange, 1748, 2 vol. Volume I et Volume II

## Naissances

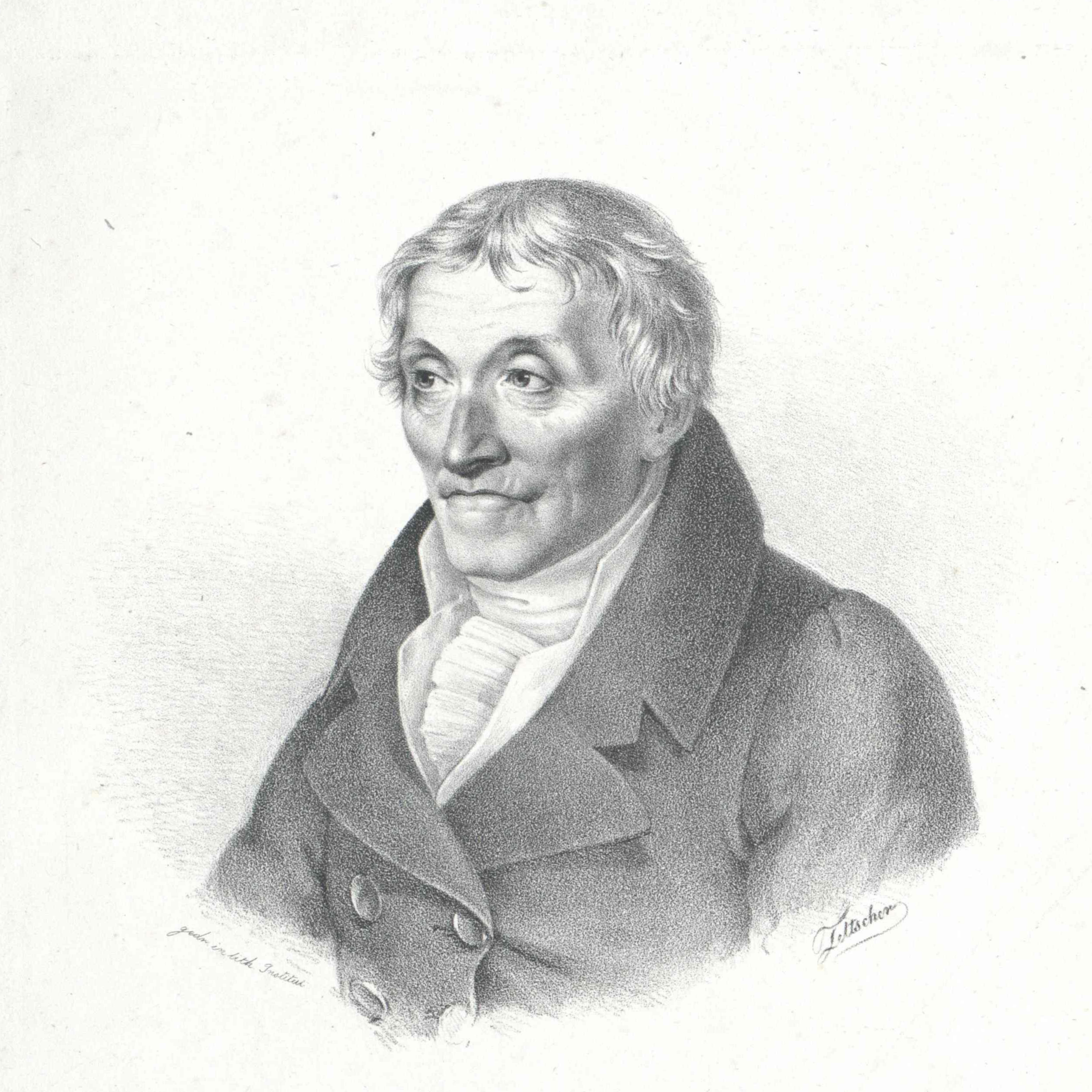
Emmanuel Alois Förster

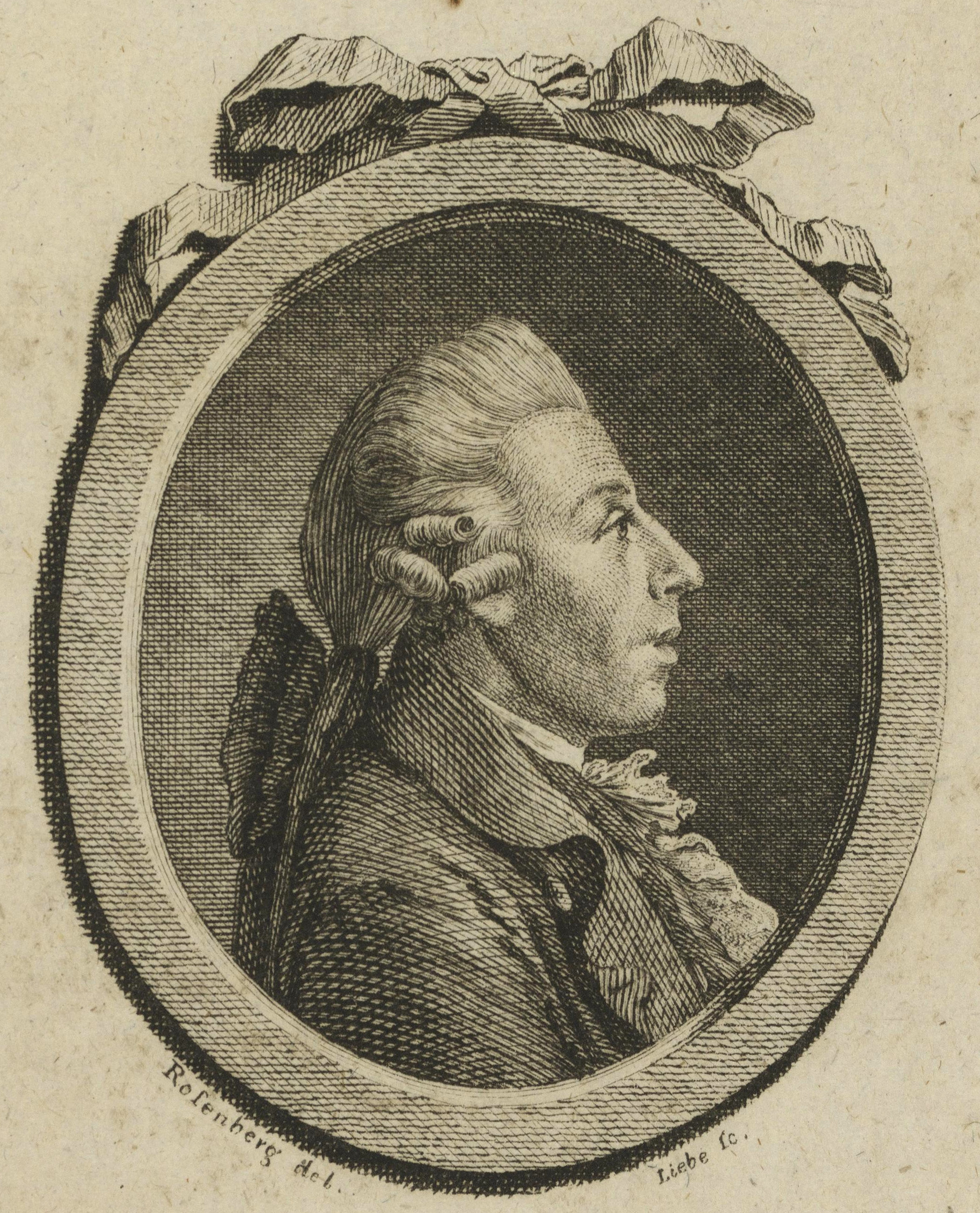
Christian Gottlob Neefe

- 1er janvier : Giovanni Furno, compositeur et pédagogue italien († 20 juin 1837).
- 8 janvier : James Cervetto, violoncelliste et compositeur britannique († 5 février 1837).
- 15 janvier : Maria Anna Braunhofer, soprano autrichienne († 20 juin 1819).
- 26 janvier : Emmanuel Alois Förster, compositeur, théoricien et pédagogue autrichien († 12 novembre 1823).
- 3 février : Joseph Fiala, hautboïste tchèque († 31 juillet 1816).
- 5 février : Christian Gottlob Neefe, compositeur allemand († 28 janvier 1798).
- 1er avril : Marie-Marguerite Baur, harpiste française († 21 septembre 1828).
- 7 avril : Georg Wenzel Ritter, bassoniste et compositeur allemand († 16 juin 1808).
- 20 avril : Guillaume Teniers, violoniste et compositeur belge († 12 février 1820).
- 20 avril : Georg Michael Telemann, compositeur et théologien allemand († 4 mars 1831).
- 2 mai : Karl Hermann Heinrich Benda, compositeur et violoniste allemand († 15 mars 1836).
- 4 août : Maximilian Stadler, compositeur, musicologue et pianiste autrichien († 8 novembre 1833).
- 30 août : Mademoiselle Beaumesnil, chanteuse d'opéra et compositrice française († 5 octobre 1813).
- 14 septembre : Johann Paul Schulthesius, compositeur, claveciniste, pianiste et pasteur allemand († 18 avril 1816).
- 24 septembre : Philipp Meissner, clarinettiste, compositeur et éducateur musical allemand († 6 juillet 1816).
- 7 octobre : Étienne-Bernard-Joseph Barrière, violoniste et compositeur français († vers 1818).
- 23 novembre : Étienne-Joseph Floquet, compositeur français († 10 mai 1785).

Date indéterminée
- Vojtěch Nudera, compositeur bohémien  († 1811).

## Décès
- 3 février : Henry Madin, compositeur français (° 7 octobre 1698).
- 21 février : Antoine Danchet, auteur dramatique, librettiste et poète dramatique français (° 7 septembre 1671).
- 23 mars : Johann Gottfried Walther, organiste, compositeur, théoricien et lexicographe de la musique allemand (° 18 septembre 1684).
- 16 août : Pier Giuseppe Sandoni, compositeur italien (° 1er août 1685).
- 28 novembre : Jacques Loeillet, compositeur belge (° 7 juillet 1685).

Date indéterminée
- François Campion, guitariste, théorbiste, luthiste compositeur baroque français (° 1680).
- Pierre Rameau, maître de danse français (° 1674).